# Wojna o Złoty Stolec
Wojna o Złoty Stolec, znana też jako Trzecia Ekspedycja Aszanti lub Powstanie Aszanti, była ostatnią wojną w serii konfliktów między imperialnym rządem brytyjskim Złotego Wybrzeża (późniejsza Ghana) i Królestwem Aszanti, potężnym półautonomicznym stanem afrykańskim, który nieposłusznie koegzystował z Brytyjczykami i ich lennymi plemionami nadbrzeżnymi. Wojna zaczęła się w roku 1900 z powodu źle przemyślanej próby zapewnienia sobie władzy nad Aszanti, (których stolica Kumasi była zaanektowana przez Brytyjczyków w roku 1895) przez gubernatora Złotego Wybrzeża, sir Fredericka Mitchella Hodgsona. Konflikt następnie rozrósł się i stał się istotnym konfliktem kolonialnym zachodniej Afryki, spowodował rozbicie armii Aszanti i straty wynoszące kilka tysięcy żołnierzy zabitych po obu stronach.

## Sytuacja przedwojenna
Stosunki między brytyjskimi władzami kolonialnymi a Aszanti stale się pogarszały od momentu zlikwidowania handlu niewolnikami sto lat wcześniej. Zarówno Aszanti, jak i Brytyjczycy korzystali na tym, a utrata profitów wywołała oburzenie po obu stronach, które ostatecznie starły się w potyczkach w roku 1814 i podczas pierwszej wojny w roku 1824, kiedy liczebniejsza brytyjska armia została wprowadzona do dżungli i zgładzona. Podczas następnych 75 lat relacje nieustannie pogarszały się, osiągając kulminację w drugiej wojnie w roku 1874, w której Kumasi zostało spalone do cna, a Aszanti pobici w polu. W roku 1895 podczas obławy na handlarzy niewolnikami Aszanti i złodziei bydła plemion pod brytyjską protekcją, kojarzonymi z sąsiednią francuską i niemiecką ekspansją kolonialną w Afryce Zachodniej, wyprawa ruszyła na Kumasi i aresztowała króla Aszanti Prempeha I oraz trzydziestu jego starszych doradców, którzy zostali skazani na wygnanie na Seszele. Następnie Kumasi zostało włączone do brytyjskiego terytorium Złotego Wybrzeża, a brytyjczycy ustanowili w mieście swoją administrację.
Pięć lat później niewiele się zmieniło w Kumasi. Aszanti stale sprawowali rządy u siebie z niewielką zależnością od ich rzekomych zwierzchników. Podobnie jak europejscy monarchowie, władcy Aszanti byli czczeni za pomocą drewnianych stołków, na których siadali. Sercem całej religii Aszanti i feudalnej hierarchii był Złoty Stolec, pozłacany taboret bogów Aszanti, który zgodnie z legendą był darowany pierwszemu królowi Aszanti Osei Tutu trzysta lat wcześniej. Ten taboret nie był po prostu symbolem potęgi osoby, która go posiadała, on był bezpośrednim wcieleniem bogów Aszanti i ich świętych przodków. Brytyjskie władze w Akrze dobrze wiedziały jak potężne znaczenie ma posiadanie Złotego Stolca w kontroli wojennej Aszanti i sir Frederick Hodgson postanowił wziąć go dla siebie w imieniu Królowej Wiktorii, by udowodnić jego siłę i zdolności innym narodom zachodniej Afryki, które mogłyby mu się sprzeciwić.

## Przemowa "Złotego Stolca"
Hodgson posuwał się naprzód z nieliczną siłą brytyjskich i zwerbowanych żołnierzy, przybywając do Kumasi 25 marca 1900. Jako przedstawiciel potężnego narodu, był witany z tradycyjnymi honorami podczas wejścia do miasta. Po wstąpieniu na podium wygłosił mowę do zgromadzonych liderów Aszanti.
Przemówienie podobno było następujące:

Wasz król Prempeh jest na wygnaniu i nie wróci do Aszanti. Jego potęga i władza będzie przejęta przez reprezentanta królowej Brytanii. Warunki traktatu pokojowego z Formena z roku 1874 wymagają żebyście pamiętali o zapłaceniu kosztów wojny, które wraz z odsetkami dają sumę 160.000 funtów rocznie. Następną jest kwestia Złotego Stolca Aszanti. Królowa jest uprawniona do niego i musi go otrzymać.

Gdzie jest Złoty Stolec? Jestem przedstawicielem najwyższej władzy. Dlaczego przekazaliście mi zwykłe krzesło? Dlaczego z okazji mojego przybycia do Kumasi nie przyniesliście Złotego Stolca bym na nim usiadł ? Możecie być absolutnie pewni, że chociaż Rząd nie otrzymał Złotego Stolca do rąk własnych to i tak będzie panować nad wami z taką samą bezstronnością i uczciwością jak gdybyście to robili sami.
Nie wiedząc jakim szacunkiem Aszanti darzą Złoty Stolec, Hodgson wyraźnie nie podejrzewał jaką burzę wywołają jego słowa. Sugestia, że powinien usiąść na ich świętym tronie była obrazą dla słuchającego tłumu i innych władców Aszanti. Yaa Asantewaa, królowa matka dominium Ejisu w królestwie Aszanti zbierała ludzi by zorganizować armię, która mogłaby zaatakować brytyjczyków i uwolnić skazanego na wygnanie króla. Rozwścieczony tłum zebrał wielką liczbę ochotników, i kiedy delegat Hodgsona poszukiwał tronu w pobliskich zaroślach jego wojska zostały otoczone i wciągnięte w zasadzkę. Tylko nagła ulewa pozwoliła ocalałym wycofać się do brytyjskich biur w Kumasi, które wzmocnione były małą palisadą. Znajdowało się tam 18 Europejczyków, kilkunastu kolonialnych administratorów różnych ras i 500 nigeryjskich Hausa, którzy posiadali sześć małych armat polowych i cztery karabiny Maxim. Aszanti świadomi tego, że nie są gotowi do szturmowania fortu, który był przygotowany na długie oblężenie, 29 kwietnia przeprowadzili tylko jeden, zakończony niepowodzeniem atak. Pozostały czas strzelali z ukrycia do obrońców, przecinali druty telegraficzne, blokowali dostawy żywności i atakowali kolumny z odsieczą. W maju zawrócono jedną z nich, składającą się z 250 chorych ludzi, którzy nie mieli żadnej dodatkowej żywności.
Kiedy wyczerpały się zapasy, a choroby zgarnęły żniwo wśród obrońców, w czerwcu przybyła kolejna, 700 osobowa ekipa ratownicza. Rozpoznając, że konieczna jest ucieczka z pułapki i ochrona pozostałej żywności dla rannych i chorych. Kilku bardziej zdrowych ludzi ewakuowano wraz z Hodgsonem, jego żoną i ponad setką Hausa. Wezwano 15.000 żołnierzy Aszanti by zaatakować zbiegłych więźniów, którzy zyskali przewagę na długiej drodze powrotnej do królewskiej Kolonii i uniknęli głównych sił nieprzyjaciela. Kilka dni później uciekinierzy straciwszy po drodze przynajmniej 40 z nich, przybyli do kolonii i wzięli statek do Akry, otrzymując niezbędną pomoc medyczną.

## Wybawienie
Kiedy Hodgson przybył na wybrzeże, oddział składający się z 1000 ludzi zamkniętych w forcie uratowany został przez stacjonujące w Afryce Zachodniej brytyjskie jednostki i oddziały policji pod dowództwem weterana majora Jamesa Willcocksa, które wyruszyły z Akry. Podczas marszu ludzie Willcocksa zostali zatrzymani przez kilka dobrze bronionych fortów należących do sprzymierzonych z Aszanti plemion. Główne starcia miały miejsce w Kokofu, gdzie Willcocks poniósł ciężkie straty w ludziach. Podczas marszu stawiał czoło ciągłym potyczkom z nieprzyjacielem i próbom utrzymania zaopatrzenia pomimo skutecznego oporu partyzantki. Na początku lipca jego wojska przybyły do Beckwai i przygotowywały się do końcowego ataku na Kumasi, które zaczęło się rankiem 14 lipca 1900. Używając służących w wojskach granicznych żołnierzy Joruba z Nigerii, Willcocks najechał cztery mocno chronione palisady, by ostatecznie ulżyć fortowi wieczorem 15 lipca, gdy mieszkańcom zostały tylko dwa dni do poddania się.
We wrześniu, po spędzeniu lata na powrocie do zdrowia i opiece nad chorymi i rannymi w zdobytym Kumasi, Willcocks wysłał lotne brygady do sąsiednich regionów, które poparły powstanie. Jego wojsko pokonało Aszanti w potyczce w Obassa 30 września i odniosły zwycięstwo niszcząc fort i miasto Kokofu, gdzie poprzednio został pokonany. Używając nigeryjskich poborowych polował na zbiegów Aszanti, którzy uciekli do dżungli po oficjalnym przyrzeczeniu posłuszeństwa. Po szturmie na miasto kapitan Charles John Melliss nagrodzony został Krzyżem Wiktorii za dzielność podczas ataku, jedynej takiej nagrodzie za tę kampanię, jakkolwiek pewna ilość innych oficerów otrzymała Distinguished Service Order.

## Następstwa
Po zakończeniu tej akcji czystek Aszanti byli pokonani, a wojna zakończona. Następnego roku trzydziestu wodzów plemiennych, wśród nich przywódczyni Aszanti Yaa Asantewaa zostało zatrzymanych i deportowanych na Seszele. Nie otrzymali oni pozwolenia na powrót przez kolejnych 25 lat, w ciągu których wielu z nich zmarło, w tym Asantewaa. Królestwo Aszanti zostało wcielone do kolonii Złotego Wybrzeża i podporządkowane brytyjskiej administracji, którą wspomagał garnizon brytyjskich rekrutów w Kumasi. Żołnierze demonstrowali swoje kolonialne panowanie codziennym ceremoniałem, oddając salwę armatnią, aż do roku 1935.
Fort został zaadaptowany na miejskie muzeum wojskowe, mając w swych zbiorach wiele zabytków z okresu wojny Brytyjczyków przeciwko Aszanti. W mieście znajduje się też pomnik wojenny i kilka dużych rezydencji kolonialnych, jakkolwiek Kumasi z resztą Złotego Wybrzeża, w roku 1957 stały się częścią Ghany.
Brytyjczycy nigdy nie znaleźli Złotego Stolca ukrytego głęboko w lasach na czas trwania wojny, chociaż nadal podejmowane były wysiłki w celu odnalezienia go. W roku 1920 władze kolonialne zaniechały poszukiwań. Niestety, wkrótce po tym został przypadkowo odkryty przez kilku afrykańskich robotników, którzy ukradli złote ornamenty ozdabiające tron. W przekonaniu ludzi Aszanti tron został pozbawiony swojej mocy. Robotnicy zostali skazani przez sąd plemienny na karę śmierci, ale ostatecznie, po interwencji Brytyjczyków, zostali skazani na wygnanie.
Wojna kosztowała Brytyjczyków i ich sprzymierzeńców 1007 śmiertelnych ofiar, więcej z nich zmarło wskutek malarii i innych chorób tropikalnych niż w wyniku bitwy. Straty w ludziach Aszanti nigdy nie zostały obliczone, ale musiały wynieść kilka tysięcy ludzi.